# Conseil privé de Thaïlande
Le Conseil privé de Thaïlande (thaï : คณะองค์มนตรีไทย ; RTGS : Khana Ongkhamontri Thai) est l'organe consultatif nominatif auprès du roi de Thaïlande. Composé d'un corps de 18 conseillers maximum, ceux-ci sont tous nommés par le monarque seul. 
Depuis 2019, il est présidé par Surayut Chulanon, ancien Premier ministre, à la suite du décès de son prédécesseur Prem Tinsulanonda, également ancien chef du gouvernement. 

## Histoire
Inspiré par le système de gouvernement des monarques absolues en Europe, le roi Rama V (Chulalongkorn) fonde un conseil privé au sein du Siam par un décret royal du 8 mai 1874. Ainsi est fondé deux organes :
- le Conseil consultatif sur les Affaires privées de Sa Majesté (thaï : ที่ปฤกษาในพระองค์), composé de 49 membres et chargé de traiter des affaires législatives ;
- le Conseil consultatif sur l'Administration publique (thaï : สภาที่ปรึกษาราชการแผ่นดิน), renommé ensuite en Conseil consultatif d'État (thaï : รัฐมนตรีสภา), composé de 12 membres, devenue par la suite une première version d'un gouvernement.

En 1910, Rama VI (Wachirawut), ayant succédé à son père, transforme l'organe en un « Comité du Conseil privé » (thaï : สภากรรมการองคมนตรี), où plusieurs membres sont nommés durant son règne, à chaque 4 avril (jour du songkran). Formé avec 40 membres lors du début de son règne, le Conseil se retrouve avec 233 membres à sa mort.
En 1925, Rama VII succède à son frère. Il refonde totalement le Conseil en le séparant en trois organes différentes :
- le Conseil suprême de l'État (thaï : อภิรัฐมนตรีสภา) ;
- le Conseil des secrétaires (thaï : เสนาบดีสภา) ;
- le Conseil privé d'État.

Le Conseil privé d'État est relégué à des affaires législatives mineures, tandis que le Conseil suprême de l'État devient le principal corps des conseillers du monarque.
En 1932, à la suite de la révolution siamoise, le Khana Ratsadon abolit le Conseil suprême et le Conseil privé et remplace le Conseil des secrétaires par son propre Comité du Peuple.
Ce n'est qu'en 1947, sous Rama IX, que le Conseil privé est refondé. Existant d'abord en tant que « Conseil suprême de l'État » (thaï : อภิรัฐมนตรี), il est renommé « Conseil privé » (thaï : สภาองคมนตรี puis คณะองคมนตรี) à partir de 1949.

## Organisation

### Membres (conseillers)
La Constitution actuelle, celle de 2017, stipule que le Conseil privé est composé au maximum de dix-huit membres. Ces mêmes membres sont nommés et peuvent être révoqués au gré du roi seul. 
Ils ne peuvent être ni partisans, ni n'avoir été dans le passé membre de la Chambre des représentants, du Sénat, de la Commission électorale, de la Commission nationale des Droits de l'Homme, de la Commission de Lutte contre la Corruption, fonctionnaire du gouvernement, d'une entreprise d'État ou titulaire d'un autre poste de membre ou de responsable d'un parti politique, ou encore juge de la Cour constitutionnelle ou d'un tribunal administratif. Par le passé, il n'a cependant pas été interdit aux conseillers privés de siéger au sein de conseils d'administrations d'entreprises.

### Président du Conseil
Le Président du Conseil privé est le chef et le conseiller principal de l'organe. Il contresigne les nominations des conseillers par le monarque.
Le monarque conserve le pouvoir de nommer le président ou de le révoquer. Le président de l'Assemblée nationale (d'office le président de la Chambre des représentants) contresigne cependant spécifiquement la nomination ou la révocation du président du Conseil, contrairement aux conseillers.

## Fonctions
Par la Constitution de 2017, il est conféré au Conseil privé de nombreux rôles et pouvoirs, notamment liés au monarque et à la monarchie thaïlandaise en général.
En cas d'incapacité du roi à nommer un régent, le Conseil privé soumet à l'Assemblée nationale le nom d'un individu apte à le devenir, qui est ensuite soumis à un vote. 
Lorsque le trône devient vacant, il appartient au Conseil privé de soumettre au gouvernement et à l'Assemblée nationale le nom du successeur du trône. Le président du Conseil privé devient le régent pro tempore en attendant la nomination du nouveau monarque.
Les conseillers peuvent également s'occuper d'autres tâches au sein de la maison royale, ou encore de projets royaux. Enfin, sur ordre du roi, ils peuvent assister ou exercer des fonctions officielles au nom du roi ou de la famille royale.

## Liste des présidents et membres notables

### Présidents
| Portrait                              | Nom                           | Dates du mandat                                     |
| ------------------------------------- | ----------------------------- | --------------------------------------------------- |
| Conseil suprême de l'État (1925-1932) |                               |                                                     |
|                                       | Prince Phanurangsi Sawangwong | 28 novembre 1925 – 13 juin 1928                     |
|                                       | Prince Boriphat Sukhumphan    | 23 juillet 1929 – 14 juillet 1932                   |
| Conseil suprême de l'État (1947-1949) |                               |                                                     |
|                                       | Prince Rangsit Prayurasakdi   | 9 novembre 1947 – 23 mars 1949                      |
| Conseil privé                         |                               |                                                     |
|                                       | Prince Thani Niwat            | 18 juin 1949 – 25 mars 1950                         |
|                                       | Prince Rangsit Prayurasakdi   | 25 mars – 4 juin 1950                               |
|                                       | Prince Thani Niwat            | 4 juin 1950 – 12 mars 1951                          |
|                                       | Prince Adisorn Udomsak        | 13 mars – 29 novembre 1951                          |
|                                       | Prince Thani Niwat            | 8 avril 1952 – 20 octobre 1958                      |
| 24 février 1959 – 27 mai 1963         | Prince Thani Niwat            |                                                     |
|                                       | Chit na Songkhla              | 27 mai – 8 juin 1963 (intérim)                      |
|                                       | Prince Thani Niwat            | 8 juin – 9 juillet 1963                             |
|                                       | Chit na Songkhla              | 9 – 14 juillet 1963 (intérim)                       |
|                                       | Prince Thani Niwat            | 14 juillet 1963 – 20 juin 1968                      |
| 30 juillet 1968 – 17 novembre 1971    | Prince Thani Niwat            |                                                     |
| 14 décembre 1972 – 8 septembre 1974   | Prince Thani Niwat            |                                                     |
|                                       | Detch Sanitwong               | 24 mars – 8 septembre 1975                          |
|                                       | Sanya Thammasak               | 5 décembre 1975 – 4 septembre 1998                  |
|                                       | Prem Tinsulanonda             | 4 septembre 1998 – 14 octobre 2016                  |
|                                       | Thanin Kraiwichian            | 14 octobre – 2 décembre 2016 (intérim)              |
|                                       | Prem Tinsulanonda             | 2 décembre 2016 – 26 mai 2019                       |
|                                       | Surayut Chulanon              | depuis le 2 janvier 2020(5 ans, 2 mois et 17 jours) |

### Membres notables

#### SousRamaVII
- Manopakon Nitithada (1927-1932), futur Premier ministre en 1932

#### SousRamaIX
- Sanya Thammasak (1968-1973, 1975-1998), futur Premier ministre de 1973 à 1975 et président du Conseil privé entre 1975 et 1998
- Thanin Kraiwichian (1977-2016), ancien Premier ministre de 1976 à 1977
- Prem Tinsulanonda (1988-1998), ancien Premier ministre de 1980 à 1988 et président du Conseil privé entre 1998 et 2016, puis 2016 et 2019
- Kasem Wattanachai (depuis 2001), ancien sénateur de 1996 à 2001 et ministre de l'Éducation (2001) sous le premier gouvernement Thaksin Shinawatra
- Surayut Chulanon (2003-2006, 2008-2016), ancien Premier ministre de 2006 à 2008 et président du Conseil privé depuis 2020

#### SousRamaX
- Paiboon Khumchaya (depuis 2016), ancien ministre de la Justice sous le premier gouvernement Prayut Chan-o-cha
- Dawphong Rattanasuwan (depuis 2016), ancien ministre des Ressources naturelles (de 2014 à 2015) et ministre de l'Éducation (entre 2015 et 2016) sous le premier gouvernement Prayut Chan-o-cha
- Kampanat Ruddit (depuis 2016), ancien membre de l'Assemblée nationale législative de 2014 à 2016
- Jirayu Isarangkun na Ayutthaya (depuis 2018), ancien ministre de l'Industrie (1985-1986) et ministre auprès du Cabinet du Premier ministre (1986-1987), ancien secrétaire du Palais royal (2016-2018)
- Prayut Chan-o-cha (depuis 2023), ancien Premier ministre de 2014 à 2023